# Edgy Women
Le festival international Edgy Women (1994-2016) est né du désir des artistes membres du Studio 303 et de sa directrice artistique Miriam Ginestier d'offrir un espace de performances féministes multidisciplinaire à Montréal.

## Description
Ce festival est consacré à la danse contemporaine et à l'exploration de nouveaux moyens de création artistique. Destiné aux femmes, le festival se décline en plusieurs disciplines : performances, installations, cabarets, musique, multimédia, danse, théâtre, cirque, etc..
Des œuvres éclatées sont présentées partout dans Montréal par des artistes locaux, canadiennes, américaines et européennes. Tout au long de son existence, le festival a présenté des performances en salle, des interventions in situ, des foires, des expositions, des tables rondes et des stages pour artistes professionnels.
Le Festival a présenté des artistes multidisciplinaires comme Nathalie Claude, Dayna Mcleod, Alexis O’Hara, Jacqueline Van de Geer, Sylvette Babin, Jess Dobkin et le collectif Les Fermières obsédées ainsi que des thématiques reliées au cirque, à la danse érotique, au sport ou à la magie.